# Théodore-Éloi Lebreton
Pour les articles homonymes, voir Lebreton.
Théodore-Éloi Lebreton, né le 1er décembre 1803 à Rouen où il est mort le 12 décembre 1883, est un poète, chansonnier, bibliographe autodidacte et homme politique français.

## Biographie
Né d’un père journalier et d’une mère blanchisseuse, Lebreton entra à l’âge de sept ans dans une fabrique d’indiennes de sa ville natale, où on lui enseigna le métier d’imprimeur sur étoffes. Pouvant à peine épeler, il apprit, à force de persévérance, à lire et à écrire et, au bout de quelques années, il éprouva le désir de tracer ce qu’il ressentait. À quatorze ans, il était parvenu, économisant sur son salaire pour compléter son éducation en allant au spectacle, à être un ouvrier excellent et instruit dans son atelier. Le goût de la poésie se révélant en lui, il se laissa entraîner par l’inspiration et exhala en vers les impressions de son âme, ses douleurs, ses joies, ses espérances et ses amours. Marceline Desbordes-Valmore fit connaître les essais du poète ouvrier au Journal de Rouen et, enfin, en 1836, un homme de lettres rouennais, Ch. Richard, attira l’attention sur lui en traçant une esquisse de sa vie d’ouvrier et de penseur et en concourant à la publication d’un recueil de ses poésies. Jusqu’alors Lebreton était resté dans son atelier, mais vers cette époque, la ville de Rouen ayant fait l’acquisition de la collection des livres de Leber, Lebreton obtint la place nouvellement créée de sous-bibliothécaire à la Bibliothèque publique pour l’administrer. 
Dans son second recueil, Lebreton s’était comparé à l’oiseau en cage :
Esclave comme lui, comme lui dans mon être
Je sens que la nature et soupire et fait naître
Des chants qui voudraient s’envoler.
Mais calme et résigné je subis la sentence
Du juge souverain arbitre de mon sort.
« La poésie, disait alors un critique, est venue le trouver d’elle-même ; elle a voulu des chants avant qu’il pût les écrire. Aujourd’hui qu’il les trace en lignes informes, il étonne par les inspirations réelles qui sortent de cette plume grossièrement taillées, par les idées heureuses qui se font jour à travers les déguisements d’une orthographe bizarre. »
En 1848, Lebreton fut élu pour représenter le département de la Seine-Inférieure à l’Assemblée constituante mais il ne fut pas réélu à l’Assemblée législative.
Poète religieux, Lebreton, dans ses premiers vers, peignait la misère du travailleur sans y voir d’autre remède que la résignation sur la terre et le repos dans le ciel ; plus tard, son indignation prit un accent plus vif sans aller plus loin. Membre de plusieurs sociétés savantes, cet honnête homme modeste a également publié différents recueils de chansons dans sa ville natale de Rouen, bien qu’il ait été beaucoup plus connu à Paris.
Le grand œuvre de Lebreton est sa Biographie normande ; recueil de notices biographiques et bibliographiques sur les personnages célèbres nés en Normandie et sur ceux qui se sont seulement distingués par leurs actions et par leurs écrits et sa Biographie rouennaise ; recueil de notices biographiques et bibliographiques sur les personnages célèbres nés à Rouen qui se sont rendus célèbres ou qui se sont distingués à des titres différents.
On lui doit également Corneille chez le savetier, scène historique de la vie de Pierre Corneille, en collaboration avec M. Beuzeville représentée au Théâtre des Arts de Rouen le 29 juin 1841.
Il est membre de la Franc-maçonnerie.
Il repose au cimetière monumental de Rouen. Une rue de Rouen, qui portait son nom, a disparu, en 1972, au profit de la construction de l’ensemble immobilier situé derrière les jardins de l’Hôtel de ville.

## Publications

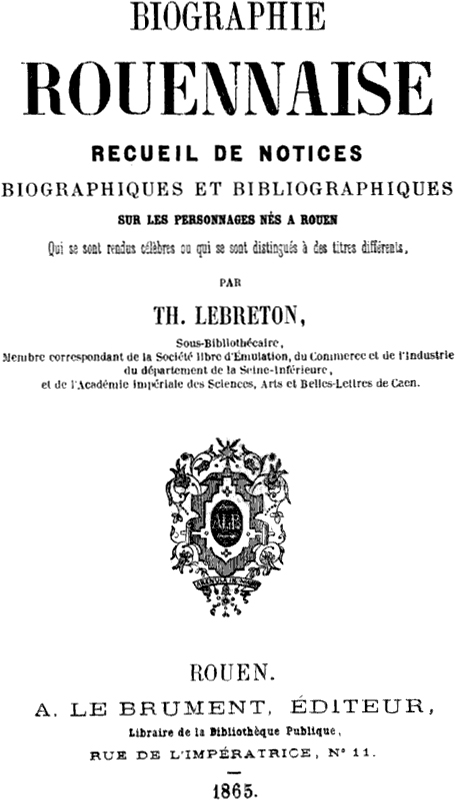
La Biographie rouennaise de Théodore-Éloi Lebreton.

- Biographie normande ; recueil de notices biographiques et bibliographiques sur les personnages célèbres nés en Normandie et sur ceux qui se sont seulement distingués par leurs actions et par leurs écrits, Rouen, Le Brument, 1857-1861
- Biographie rouennaise ; recueil de notices biographiques et bibliographiques sur les personnages célèbres nés à Rouen qui se sont rendus célèbres ou qui se sont distingués à des titres différents, Rouen, Le Brument, 1865
- À la France ! cantate chantée au théâtre du cirque impérial à l’occasion du centenaire de Napoléon Ier, Rouen, Orville et Joignant, 1869
- Baptême de S. A. R. Mgr le comte de Paris, cantate [25 avril 1841], Rouen, Nicétas Périaux, 1841
- Candidature de Théodore Lebreton, ouvrier-poète, actuellement attaché à la Bibliothèque de Rouen : aux électeurs du Département de la Seine-Inférieure, Rouen, s.n., 1839
- Corneille chez le savetier, scène historique de la vie de Pierre Corneille, Rouen, Nicétas Périaux, 1841
- Espoir, poésies nouvelles, Éd. Amélie Bosquet, Paris, Comptoir des imprimeurs unis, 1845
- Géricault, dithyrambe, Rouen, Nicétas Périaux, 1842
- Heures de repos d’un ouvrier, Rouen, E. Le Grand, 1837
- Hommage au grand Corneille, Rouen, F. Baudry, 1834
- Jeanne d'Arc et Pierre Corneille, Rouen, I.-S. Lefèvre, 1841
- La Marseillaise des travailleurs : chant national, [S.l.], Lecointe frères, 1800
- La Mort de Mgr le duc d’Orléans. Juillet 1842, Rouen, Nicétas Périaux, 1842
- La Paix de Villafranca (1859), Rouen, Giroux et Renaux, 1859
- Les Inondations. Pèlerinage à Fécamp, Yport, Vaucotte et Étretat. Pièces de vers, Rouen, Nicétas Périaux, 1842
- « L’Oiseau captif », Souffrances d’hiver de Turquety, Paris, L. Boitel, 1833
- Nouvelles Heures de repos d’un ouvrier, Rouen, Nicétas Périaux, 1842
- Ode sur la mort de Boïeldieu, Rouen, F. Baudry, 1834
- Un jardin et une église de Rouen, Rouen, D. Brière, 1853

## Pour approfondir